# Lebe und denke nicht an morgen
Lebe und denke nicht an morgen (Originaltitel: Kal Ho Naa Ho, Hindi, कल हो ना हो, kal ho nā ho, übersetzt: Vielleicht gibt es kein Morgen, auch in Deutschland als Indian Love Story bekannt) ist ein indisches Filmdrama von Nikhil Advani aus dem Jahr 2003. Die Hauptrollen spielen Shah Rukh Khan, Preity Zinta und Saif Ali Khan. Der Film gilt als einer der erfolgreichsten Bollywood-Filme.

## Handlung
Naina Kapur lebt mit ihrer Mutter, Großmutter und ihren Geschwistern in New York. Seit ihr Vater sich das Leben genommen hat, ist die Familie sowohl finanziell als auch menschlich aus dem Gleichgewicht geraten. Naina ist gezwungen, zwischen ihrer zänkischen Großmutter und niedergeschlagenen Mutter zu vermitteln, ihre jüngeren Geschwister zu versorgen und nebenher noch die Finanzen zu überwachen. Bei all den Bemühungen, ihre Familie zusammenzuhalten, bleibt ihr kaum Zeit für ihr ganz eigenes Leben. Hobbys und Partys scheinen wie ein Fremdwort für sie. Doch Naina hat sich in ihr Schicksal gefügt und lebt ein freudloses, aber diszipliniertes Leben. Ihr Studienfreund Rohit, ein charmanter Möchtegern-Frauenheld, und die aufgedrehte Freundin Sweetu sind ihre einzige Ablenkung, die sie jedoch nur selten aus ihrer tiefen Traurigkeit zu befreien vermögen.
Wie eine Erlösung tritt ganz plötzlich Nainas Nachbar Aman in ihr Leben. Er strotzt vor Lebensfreude und hat es sich in den Kopf gesetzt, Naina etwas davon abzugeben. Seine ersten Versuche scheitern jedoch. Zwar gewinnt er mit Leichtigkeit die Herzen der restlichen Familie, doch Naina stellt sich stur. Erst ein ausgelassener Disco-Besuch bringt das Eis zaghaft zum Schmelzen. Dabei bemerkt Aman, dass Rohit Gefühle für Naina entwickelt. Er setzt sich in den Kopf, die beiden zusammenzubringen, um Nainas Glück vollkommen zu machen. Naina hingegen hat sich bereits von Amans Energie verzaubern lassen und sich Hals über Kopf in ihn verliebt. Doch dieser scheint ein tiefes Geheimnis in sich zu tragen, das die beiden voneinander getrennt hält. Nachdem Naina Rohit mit ihrem Liebesgeständnis für Aman vor den Kopf stößt und einen Schritt auf Aman zu machen will, eröffnet er ihr, bereits seit drei Jahren verheiratet zu sein. Nainas neu gewonnene Lebenskraft scheint dahin, und die Welt bricht für sie zusammen. Aber auch Aman ist am Boden zerstört, denn seine schmerzhafte Offenbarung war eine Lüge. In Wahrheit ist er herzkrank und hat nur noch wenige Wochen zu leben. Sein letzter Wunsch ist Naina mit Rohit zusammenzubringen.
Naina findet langsam wieder zu sich. Und auch Rohit fasst mit Amans Unterstützung neuen Mut. Sie schmieden einen Plan: Rohit zeigt Naina zunächst die kalte Schulter, um sie dann mit seinen Gefühlen zu konfrontieren. Es scheint zu funktionieren und die beiden kommen sich näher. Doch Aman leidet mehr, als er es zugeben möchte, und auch Nainas Herz gehört noch immer ihm. Dennoch nimmt Naina Rohits Heiratsantrag an.
Derweil spitzt sich die familiäre Lage der Kapurs zu. Die Großmutter beschimpft ihre Schwiegertochter und Adoptiv-Enkelin, an dem Tod ihres Sohnes Schuld zu tragen. Doch bringt Aman durch einen geheimen Brief Klärung: Nainas Vater nahm sich das Leben, da er nicht ertragen konnte, dass seine Frau ihm eine Affäre verzieh und auch noch seine außereheliche Tochter adoptierte. Diese Enthüllung löst die Verbitterung der Großmutter und bringt die Familie wieder näher zusammen. So stecken sie alle ihre Kraft in die Hochzeitsvorbereitungen.
Die fulminante Verlobungsfeier von Rohit und Naina endet tragisch: Aman erleidet unbemerkt einen Zusammenbruch und wird ins Krankenhaus gebracht. Währenddessen erfährt Naina endlich die Wahrheit über Aman: Als sie zufällig auf Amans vermeintliche Ehefrau trifft, hört sie von seiner schweren Krankheit, und der Schwindel fliegt auf. Doch trotz aller emotionalen Verwirrung lässt die Hoffnungslosigkeit nur eine schmerzhafte, aber vernünftige Entscheidung zu: Naina heiratet Rohit.
Nur kurze Zeit später verlassen Aman seine Kräfte. Voller Trauer nehmen Naina, Rohit und seine Freunde und Verwandten im Krankenhaus Abschied von ihm. Mit letzter Kraft ringt Aman Rohit noch ein letztes Versprechen ab: Im nächsten und in jedem weiteren Leben soll Naina ihm gehören.
Schon 20 Jahre sind vergangen und Naina und Rohit führen eine sehr glückliche Ehe und haben sogar eine Tochter.

## Ausstrahlung in Deutschland
Nachdem RTL II im November 2004 bereits den Film In guten wie in schweren Tagen mit großer Resonanz ausstrahlte, folgte am 18. März 2005 die Ausstrahlung von Lebe und denke nicht an morgen. Insgesamt sahen 1,39 Millionen Zuschauer bei einem Marktanteil von 5,5 Prozent zu. In der Zielgruppe der 14- bis 49-Jährigen wurden 1,00 Million Zuschauer bei einem Marktanteil von 9,6 Prozent gemessen.

## Synchronisation
Die Synchronisation entstand im Auftrag der Bavaria Film Synchron in München, nach einem Dialogbuch und unter Dialogregie von Dagmar Preuss.
| Rolle                   | Darsteller     | Deutscher Sprecher  |
| ----------------------- | -------------- | ------------------- |
| Aman Mathur             | Shah Rukh Khan | Pascal Breuer       |
| Rohit Patel             | Saif Ali Khan  | Philipp Moog        |
| Naina C. Kapur/Patel    | Preity Zinta   | Katrin Fröhlich     |
| Jennifer Kapur          | Jaya Bachchan  | Katharina Lopinski  |
| Lajjo Kapur             | Sushma Seth    | Ilona Grandke       |
| Dr. Priya               | Sonali Bendre  | Claudia Lössl       |
| Mutter von Aman         | Reema Lagoo    | Dagmar Dempe        |
| Camilla                 | Simone Singh   | Solveig Duda        |
| Gia Kapur               | Jhanak Shukla  | Veronika Neugebauer |
| Guru                    | Rajpal Yadav   | Tobias Lelle        |
| Jasprit „Sweetu“ Kapoor | Delnaaz Paul   | Christine Stichler  |
| Jaswinder „Jazz“ Kapoor | Lillete Dubey  | Ulrike Johannson    |

## Musik
| # | Lied                        | Sänger                                                                  | Länge |
| - | --------------------------- | ----------------------------------------------------------------------- | ----- |
| 1 | Kal Ho Naa Ho               | Sonu Nigam                                                              | 5:27  |
| 2 | Kuch To Hua Hai             | Shaan, Alka Yagnik                                                      | 5:22  |
| 3 | It’s The Time To Disco      | Krishnakumar Kunnath, Shaan, Loy Mendonsa, Vasundhara Das               | 5:35  |
| 4 | Maahi Ve                    | Udit Narayan, Sonu Nigam, Sadhana Sargam, Shankar Mahadevan, Madhushree | 6:09  |
| 5 | Pretty Woman                | Shankar Mahadevan, Ravi „Rags“ Khote                                    | 5:55  |
| 6 | Kal Ho Naa Ho – Sad Version | Sonu Nigam, Alka Yagnik, Richa Sharma                                   | 5:38  |
| 7 | Heartbeat                   | Instrumental                                                            | 4:28  |

## Sonstiges
- Kajol, die wohl bekannteste Filmpartnerin von Shah Rukh Khan, hat einen sehr kurzen Auftritt als Tänzerin, ebenso wie Rani Mukerji. Es ist der dritte Auftritt aller drei Schauspieler zusammen in einem Film. Davor konnte man alle drei in Kabhi Khushi Kabhie Gham und in Kuch Kuch Hota Hai sehen.
- In Kal Ho Naa Ho wird eine abgeänderte Version des Liedes Pretty Woman von Roy Orbison gesungen. Im Gegensatz zu anderen Bollywood-Produktionen wurden Tantiemen für die Musikrechte bezahlt.
- Während des Liedes Maahi Ve tanzt einer der Zwillinge aus Main Hoon Na als Backgroundtänzer.
- Uday Chopra hat eine sehr kleine Rolle. („Tag Sechs.“)
- Eigentlich sollte Kareena Kapoor die Rolle der Naina spielen. Da sie jedoch eine zu hohe Gage forderte, entschied Produzent Johar sich für Preity Zinta.
- Eigentlich sollte Neetu Singh Jennifer Kapur spielen.

## Auszeichnungen

### Filmfare Awards
Bei den Filmfare Awards 2004 wurde Preity Zinta für ihre Darstellung der Naina als Beste Hauptdarstellerin ausgezeichnet.
Saif Ali Khan und Jaya Bachchan gewannen die Preise als Bester Nebendarsteller bzw. Beste Nebendarstellerin. Khan wurde außerdem für den Motolook des Jahres ausgezeichnet.
Shankar Mahadevan, Loy Mendonsa und Ehsaan Noorani erhielten den Preis für die Beste Musik.
Javed Akhtar wurde für den Liedtext zu dem Titelsong Kal Ho Naa Ho und Sonu Nigam als Bester Playbacksänger für das gleiche Lied ausgezeichnet.

### Weitere Auszeichnungen
Sanjay Sankla gewann den „Screen Weekly“ für den besten Filmschnitt und Karan Johar für das beste Drehbuch. Saif Ali Khan wurde als bester Nebendarsteller ausgezeichnet.
Er erhielt in der gleichen Kategorie auch den Zee Cine Award. Yash Johar gewann ebenfalls einen Popular Award, allerdings für Kal Ho Naa Ho als das beste Lied des Jahres.

## Pressestimmen
- „Selten kommen die Berlinale-Zuschauer derart gut gelaunt aus dem Kino, strahlend, lachend, gestikulierend“. Berliner Morgenpost
- „… echtes Bollywood mit ausuferndem Hip-Hop und lustigen Erzählideen.“ Tagesspiegel
- „Wer da kein Taschentuch benötigt braucht nie mehr eins.“ www.perlentaucher.de
- „Ein Bollywood-Epos der etwas anderen Art. Wo sonst im klassischen indischen Kino gerne geschmalzt wird, geht es hier um die realen Probleme junger Menschen, die deren Lösung nicht nur besingen, sondern auch anpacken.“ Film #01 (Zeitverlag Sonderausgabe Berlinale)